# یاکوب برسلیوس

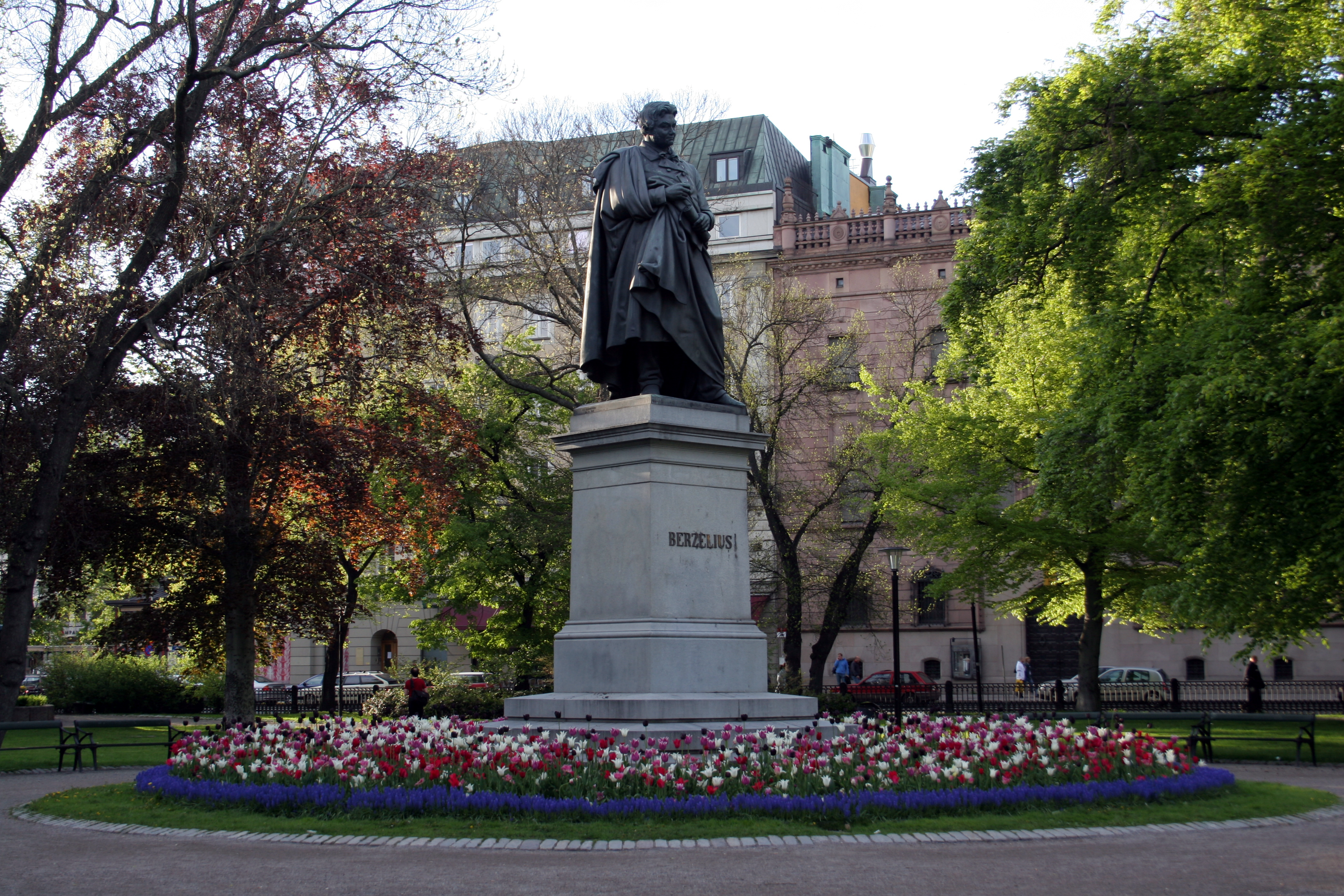
مجسمه برسلیوس در مرکز پارک برزلی در استکهلم

یونس یاکوب برسلیوس (به سوئدی: Jöns Jacob Berzelius) (۲۰ اوت ۱۷۷۹ – ۷ اوت ۱۸۴۸) شیمی‌دان سوئدی بود. وی به همراه جان دالتون، آنتوان لاووازیه، رابرت بویل به عنوان پدران شیمی مدرن شناخته می‌شوند.
کارهای وی در زمینه شیمی کشف چندین عنصر و ابداع سیستم فرمول‌بندی شیمیایی بود. همچنین نام‌های شیمی آلی، هالوژن، کاتالیزور و پروتئین از ابداعات وی است.
یاکوب برسیلیوس شیمی‌دان سوئدی آزمایشگری بسیار توانا بود. او طی ده سال با کم‌ترین وسایل و در فضایی بسیار کوچک، بیش از دوهزار آزمایش انجام داد تا جرم‌های اتمی ۵۰ عنصر شناخته شده در زمان خود (حدود ۲۰۰سال پیش) را اندازه‌گیری کند. عظمت کار وی هنگامی آشکار شد که نتایج او را با نتایجی مقایسه کنید که با ابزارهای بسیار دقیقی اندازه‌گیری شده‌اند. او همچنین در طول فعالیت‌های علمی خویش عنصرهای سریم و توریوم (مورد استفاده در ساختار توری گاز) و عنصرهای سیلیسیم و سلنیوم را کشف کرد که امروزه در تولید سلول‌های خورشیدی و وسایل الکترونیکی کاربرد دارند. مهمترین کار وی معرفی نمادهای ساده برای نمایش عنصرها و فرمول‌های شیمیایی بود؛ نمادهایی که هنوز هم بکار می‌روند.